# Frank de Boer
Franciscus „Frank“ de Boer (* 15. Mai 1970 in Hoorn) ist ein ehemaliger niederländischer Fußballspieler und -trainer. Sein Zwillingsbruder Ronald ist ebenfalls ein bekannter Fußballspieler, beide spielten den Großteil ihrer Karrieren in denselben Mannschaften. De Boer war ein Abwehrspieler, der auch durch seine guten Pässe und Freistöße bestach.

## Karriere

### Im Verein
Frank de Boer ist zusammen mit seinem Zwillingsbruder Ronald in der Gemeinde Groetebroek (Provinz Nordholland) aufgewachsen. Als Kinder spielten die Brüder zunächst für den lokalen Amateurklub VV De Zouaven, bevor sie 1984 als 14-Jährige in die Jugendakademie von Ajax Amsterdam aufgenommen wurden. Im Sommer 1988 erhielt Frank de Boer einen Profivertrag und rückte in den Kader der Erstligamannschaft auf. Sein Debüt in der Eredivisie feierte er am 21. September 1988 gegen PEC Zwolle (1:4) und erkämpfte sich noch während seiner Premierensaison 1988/89 einen Stammplatz als linker Außenverteidiger. De Boer wurde zu einem festen Bestandteil der Ajax-Mannschaft, weshalb er bereits als junger Spieler über große Erfahrung verfügte. Nachdem Louis van Gaal neuer Trainer geworden war, revolutionierte er ab 1991 den gesamten Verein und knüpfte an die Erfolge der 1970er-Jahre an. Taktisch setzte er dabei auf eine 3-4-3-Formation und machte de Boer zum Innenverteidiger einer Dreierkette. Dabei spielte er aufgrund seines guten Spielverständnisses eine zentrale Rolle beim Aufbauspiel, setzte jedoch mit Freistößen in der Offensive Akzente. Er war Teil des legendären Ajax-Teams, das 1995 die Champions League gewann, außerdem  wurde er mehrmals niederländischer Meister und Pokalsieger. Bis Januar 1999 spielte er – zusammen mit seinem Zwillingsbruder Ronald – bei Ajax, bevor er mit seinem Bruder zum FC Barcelona wechselte. Mit dem ebenfalls niederländischen Trainer Louis van Gaal wurde er noch im selben Jahr mit dem FC Barcelona spanischer Meister. Danach konnte er allerdings nicht mehr an seine früheren Erfolge anknüpfen.
Ferner wurde er im April 2001 nach dem UEFA-Cup-Spiel gegen Celta Vigo positiv auf Nandrolon getestet. Aufgrund des vierfach erhöhten Wertes sperrte ihn die UEFA für ein Jahr für internationale Spiele. De Boer beteuerte weiterhin seine Unschuld und legte gegen die Entscheidung Berufung ein. Zusätzlich sperrte ihn die FIFA noch für die Nationalmannschaft. Später wurden die Sperren auf nur noch zweieinhalb Monate reduziert. 2003 ging er in die Türkei zu Galatasaray Istanbul. In der Winterpause verließ er den Verein wieder und schloss sich dem schottischen Klub Glasgow Rangers an. 2004 ging er zu Al-Rayyan Sport-Club nach Katar. Zur Saison 2005/06 wechselte er innerhalb der Liga zu Al-Shamal Sports Club. Im April 2006 musste er seine Karriere wegen Beschwerden im Knie beenden.

### Nationalmannschaft
Als Innenverteidiger erzielte er in 112 Spielen für die niederländische Nationalmannschaft 13 Tore und wurde Vierter bei der WM 1998. De Boer hat nach Edwin van der Sar und Wesley Sneijder die meisten Spiele für Oranje bestritten.

## Trainer
Ab 2007 arbeitete er als Trainer in der Ajax-Jugend und Co-Trainer der niederländischen Nationalmannschaft. Am 6. Dezember 2010 setzte Ajax Amsterdam De Boer als Cheftrainer bis zur Winterpause 2010 ein, da Trainer Martin Jol den Verein verlassen hatte. In der Winterpause unterschrieb er einen Vertrag bis 2014. Seine Tätigkeit bei der Nationalmannschaft gab er indes auf. Vom 9. August 2016 bis zum 1. November 2016 war er Cheftrainer von Inter Mailand.
Am 26. Juni 2017 wurde er als neuer Trainer des Londoner Premier-League-Clubs Crystal Palace vorgestellt. Am 11. September 2017 trennte sich der Verein von ihm.
Im Dezember 2018 gab das US-amerikanische MLS-Franchise Atlanta United de Boers Verpflichtung zur Saison 2019 bekannt. Meistertrainer Gerardo Martino hatte bereits im Oktober bekannt gegeben, nach Ende der Saison aus persönlichen Gründen das Traineramt niederzulegen. Bereits in seiner ersten Saison gewann der Niederländer mit seinem neuen Verein den U.S. Open Cup. In der CONCACAF Champions League 2019 scheiterte de Boer jedoch mit der Mannschaft im Viertelfinale am CF Monterrey, in den Liga-Play-offs am Toronto FC.  Nach einer Reihe von Niederlagen bei dem MLS-is-Back-Turnier einigte er sich mit dem Verein auf eine Trennung.
Im September 2020 wurde er zum Bondscoach der niederländischen Fußballnationalmannschaft berufen. Er folgte auf Ronald Koeman, unter dem sich die Mannschaft für die Europameisterschaft 2021 qualifiziert hatte und der zum FC Barcelona gewechselt war. Vor der EM geriet de Boer in die Kritik, da er anstatt des in den Niederlanden üblichen 4-3-3-Systems ein 3-5-2-System spielen ließ. Die Elftal gewann ihre Gruppenspiele gegen die Ukraine, Österreich und Nordmazedonien, schied aber im Achtelfinale gegen Tschechien aus. Anschließend trat de Boer als Bondscoach zurück.

## Erfolge und Auszeichnungen als Spieler

### Verein
Ajax Amsterdam (1988–1999)
- Niederländische Meisterschaft: 1990, 1994, 1995, 1996, 1998
- Niederländischer Pokal: 1992/93, 1997/98
- Niederländischer Supercup: 1993, 1994, 1995
- UEFA Champions League: 1994/95
- Weltpokal: 1995
- UEFA Super Cup: 1995
- UEFA-Pokal: 1991/92

FC Barcelona (1999–2003)
- Spanische Meisterschaft: 1998/99

### Nationalmannschaft
- Teilnahme an einer Fußball-Weltmeisterschaft: 1994 (4 Einsätze), 1998 (7 Einsätze)
- Teilnahme an einer Fußball-Europameisterschaft: 1992 (2 Einsätze), 2000 (5 Einsätze/2 Tore), 2004 (2 Einsätze)

## Erfolge und Auszeichnungen als Trainer

### Verein
Ajax Amsterdam
- Niederländischer Meister: 2011,  2012, 2013,  2014
- Niederländischer Pokal: 2010
- Johan Cruijff Schaal: 2013

Atlanta United
- U.S.-Open-Cup-Sieger: 2019

## Sonstiges
- Er ist mit Helen de Boer verheiratet, mit der er drei Töchter hat.
- Zusammen mit seinem Bruder Ronald ist er als Wachsfigur im Berliner Madame Tussauds ausgestellt.

## Karrierestatistik
| Verein               | Liga               | Saison          | Liga   | Liga | Nat. Pokal | Nat. Pokal | Europapokal | Europapokal | Andere | Andere | Gesamt | Gesamt |
| Verein               | Liga               | Saison          | Spiele | Tore | Spiele     | Tore       | Spiele      | Tore        | Spiele | Tore   | Spiele | Tore   |
| -------------------- | ------------------ | --------------- | ------ | ---- | ---------- | ---------- | ----------- | ----------- | ------ | ------ | ------ | ------ |
| Ajax Amsterdam       | Eredivisie         | 1988/89         | 27     | 0    | –          | –          | –           | –           | –      | –      | 27     | 0      |
| Ajax Amsterdam       | Eredivisie         | 1989/90         | 25     | 0    | 4          | 0          | 1           | 0           | –      | –      | 30     | 0      |
| Ajax Amsterdam       | Eredivisie         | 1990/91         | 34     | 1    | –          | –          | –           | –           | –      | –      | 34     | 1      |
| Ajax Amsterdam       | Eredivisie         | 1991/92         | 30     | 1    | –          | –          | 12          | 0           | –      | –      | 42     | 1      |
| Ajax Amsterdam       | Eredivisie         | 1992/93         | 34     | 3    | 1          | 0          | 8           | 1           | –      | –      | 43     | 4      |
| Ajax Amsterdam       | Eredivisie         | 1993/94         | 34     | 1    | 4          | 2          | 6           | 1           | 1      | 1      | 45     | 5      |
| Ajax Amsterdam       | Eredivisie         | 1994/95         | 34     | 9    | 2          | 0          | 10          | 2           | 1      | 0      | 47     | 11     |
| Ajax Amsterdam       | Eredivisie         | 1995/96         | 32     | 3    | –          | –          | 9           | 1           | 1      | 1      | 42     | 5      |
| Ajax Amsterdam       | Eredivisie         | 1996/97         | 32     | 4    | –          | –          | 9           | 0           | 1      | 0      | 42     | 4      |
| Ajax Amsterdam       | Eredivisie         | 1997/98         | 31     | 5    | 5          | 2          | 8           | 2           | –      | –      | 44     | 9      |
| Ajax Amsterdam       | Eredivisie         | 1998/99         | 15     | 3    | 1          | 0          | 6           | 0           | –      | –      | 22     | 3      |
| Gesamt               | Gesamt             | Gesamt          | 328    | 30   | 17         | 4          | 69          | 7           | 4      | 2      | 418    | 43     |
| FC Barcelona         | Primera División   | 1998/99         | 19     | 2    | 4          | 2          | –           | –           | –      | –      | 23     | 4      |
| FC Barcelona         | Primera División   | 1999/00         | 22     | 0    | 7          | 0          | 12          | 2           | 2      | 0      | 43     | 2      |
| FC Barcelona         | Primera División   | 2000/01         | 34     | 3    | 7          | 1          | 11          | 1           | –      | –      | 52     | 5      |
| FC Barcelona         | Primera División   | 2001/02         | 34     | 0    | –          | –          | 13          | 0           | –      | –      | 47     | 0      |
| FC Barcelona         | Primera División   | 2002/03         | 35     | 0    | 1          | 0          | 14          | 3           | –      | –      | 50     | 3      |
| Gesamt               | Gesamt             | Gesamt          | 144    | 5    | 19         | 3          | 50          | 6           | 2      | 0      | 215    | 14     |
| Galatasaray Istanbul | Süper Lig          | 2003/04         | 15     | 1    | –          | –          | 6           | 0           | –      | –      | 21     | 1      |
| Gesamt               | Gesamt             | Gesamt          | 15     | 1    | –          | –          | 6           | 0           | –      | –      | 21     | 1      |
| Glasgow Rangers      | SPL                | 2003/04         | 15     | 2    | 1          | 0          | –           | –           | 1      | 0      | 17     | 2      |
| Gesamt               | Gesamt             | Gesamt          | 15     | 2    | 1          | 0          | –           | –           | 1      | 0      | 17     | 2      |
| al-Rayyan SC         | Qatar Stars League | 2004/05         | 16     | 5    | –          | –          | –           | –           | –      | –      | 16     | 5      |
| Gesamt               | Gesamt             | Gesamt          | 16     | 5    | –          | –          | –           | –           | –      | –      | 16     | 5      |
| al-Shamal SC         | Qatar Stars League | 2005/06         | 1      | 0    | –          | –          | –           | –           | –      | –      | 1      | 0      |
| Gesamt               | Gesamt             | Gesamt          | 1      | 0    | –          | –          | –           | –           | –      | –      | 1      | 0      |
| Karriere Gesamt      | Karriere Gesamt    | Karriere Gesamt | 519    | 43   | 37         | 7          | 125         | 13          | 7      | 2      | 688    | 65     |